# Неда Здравева
Неда Здравева (на македонска литературна норма: Неда Здравева) е северномакедонска юристка и активистка за човешки права, председателка на Македонския хелзински комитет от 2012 година.

## Биография
Родена е на 10 ноември 1976 година в Скопие, тогава в Социалистическа федеративна република Югославия. В 2000 година завършва Юридическия факултет на Скопския университет и започва работа в университета като демонстратор. В 2008 година завършва магистратура в областта на гражданското право, а в 2012 година защитава докторска дисертация „Сравнителни аспекти на отговорността за нематериална щета в теорията, законодателството и практиката“ (Kомпаративни аспекти на одговорноста за нематеријална штета во теоријата, законодавството и практиката). В 2013/2014 година специализира във Фрибурския университет като стипендиантка на швейцарската държава.
Неда Здравева е извънреден професор в Юридическия факултет „Юстиниан Първи“ на Скопския университет и преподава облигационото право и право на интелектуална собственост.